# Elsa Jäger
Marie Sophie Rosa Caroline Elsa Jäger (25. Juli 1869 in Schwerin – nach 1898) war eine deutsche Theaterschauspielerin.

## Leben
Jäger, die Tochter des Sänger-Ehepaares Ferdinand und Aurelie Jäger, war als jugendliche Liebhaberin zuerst am Hofburgtheater (1890 bis 1891) engagiert, wirkte hierauf zwei Jahre am Hoftheater in Meiningen, wohin sie nach abermaliger, einjähriger Tätigkeit am Burgtheater zurückkehrte und daselbst bis 1898 als verdientes Mitglied blieb.
Über ihren weiteren Lebensweg ist nichts bekannt.
Ihr Bruder war der Sänger Ferdinand Jäger.